# We-Wah Lake
Der We-Wah Lake (auch Wee Wah Lake) ist ein kleiner Stausee im Orange County, US-Bundesstaat New York. Der auf 150 m Seehöhe gelegene See ist 23,3 ha groß, bis etwa 5,3 m tief und hat ein Einzugsgebiet von 16,7 km². Gespeist wird der We-Wah Lake von den höher gelegenen Seen Tuxedo Lake und Pond No. 3 (Little Wee Wah Lake) sowie dem Warwick Brook. Er entwässert in den nahen Ramapo River, einen Quellfluss des Pompton River.
Vollständig auf dem Gebiet des Village Tuxedo Park gelegen dient der We-Wah Lake primär der Erholung. Bei einer Entleerung des Sees Mitte des 20. Jahrhunderts entdeckte man Überreste der während des Amerikanischen Unabhängigkeitskrieges erbauten „Continental Road“.